# Bondia maleficana
Bondia maleficana is een vlinder uit de familie van de Carposinidae. De wetenschappelijke naam van de soort is voor het eerst geldig gepubliceerd in 1882 door Meyrick.